# Poppin’on!
Poppin’on! ist das Debütalbum der fiktiven japanischen Pop-Rock-Gruppe Poppin’Party des BanG-Dream!-Franchise.
Das Album erschien am 30. Januar 2019 über Bushiroad Music und beherbergt insgesamt 22 Titel auf zwei CDs. Die limitierte Version enthält zudem eine Blu-ray-Disc. Die Spielzeit des Albums beträgt eine Stunde 40 Minuten und 56 Sekunden.
Die Liedtexte stammen allesamt aus der Feder von Kō Nakamura, während die Musik von verschiedenen Mitgliedern des Komponisten-Kollektivs Elements Garden komponiert wurden.

## Hintergrund
Das Album, welches 22 Titel auf zwei CDs beherbergt, wurde offiziell am 30. Januar 2019 über Bushiroad Music veröffentlicht. Die bis dahin veröffentlichten elf Singles – von Yes! BanG Dream! bis Girls Code – finden sich mitsamt ihren Coupling-Tracks auf dem Album wieder. Die limitierte Ausgabe verfügt über eine beigelegte Blu-ray-Disc und ein 52-seitiges Beilageheft.
Um für das Album zu werben, waren Poppin’Party Teil der Kampagne No Anime, No Life des japanischen Musikunternehmens Tower Records, in dessen Rahmen Käufer die Möglichkeit hatten, ein spezielles Poster zu ergattern.
Der Mangaka Kō Nakamura, der das Konzept des BanG-Dream!-Projektes erdachte und alle Printpublikationen schrieb, zeigte sich für sämtliche Liedtexte der auf dem Album befindlichen Lieder verantwortlich. Komponiert wurden die Stücke von verschiedenen Mitgliedern des Komponisten-Kollektivs Elements Garden, die auch an der Komposition anderer Stücke der übrigen Gruppen des Franchises beteiligt sind.

## Titelliste
| CD 1 |                                                          |                                              |      |                                              |
| 1.   | Yes! BanG_Dream!                                         | Noriyasu Agematsu (Musik) Kō Nakamura (Text) | 5:09 |                                              |
| 2.   | STAR BEAT! ~Hoshi no Kodō~                               | Noriyasu Agematsu (Musik) Kō Nakamura (Text) | 5:20 |                                              |
| 3.   | Hashirihajimeta Bakari no Kimi ni                        | Noriyasu Agematsu (Musik) Kō Nakamura (Text) | 4:20 |                                              |
| 4.   | Teardrops                                                | Noriyasu Agematsu (Musik) Kō Nakamura (Text) | 3:38 |                                              |
| 5.   | Tokimeki Experience!                                     | Noriyasu Agematsu (Musik) Kō Nakamura (Text) | 4:17 | Vorspanntitel zu BanG Dream! (Staffel 1)     |
| 6.   | Kirakira dato ka Yume dato ka ~Sing Girls~               | Ryutaro Fujinaga (Musik) Nakamura (Text)     | 5:05 | Abspanntitel zu BanG Dream! (Staffel 1)      |
| 7.   | Watashi no Kokoroha Chococorone                          | Junpei Fujita (Musik) Asuka Oda (Text)       | 4:12 | BanG Dream! (Staffel 1, Episode 5)           |
| 8.   | Mae e Susume!                                            | Agematsu (Musik) Nakamura (Text)             | 5:09 | BanG Dream! (Staffel 1, Episode 12)          |
| 9.   | Yumemiru Sunflower                                       | Fujita (Musik) Nakamura (Text)               | 4:40 | BanG Dream! (Staffel 1, Episode 13: Abspann) |
| 10.  | Teardrops ~Popipa Acoustic Ver.~                         | Agematsu (Musik) Nakamura (Text)             | 3:52 |                                              |
| 11.  | Hashirihajimeta Bakari no Kimi ni ~Popipa Acoustic Ver.~ | Agematsu (Musik) Nakamura (Text)             | 4:55 |                                              |
| CD 2 |                                                          |                                              |      |                                              |
| 1.   | Time Lapse                                               | Noriyasu Agematsu (Musik) Kō Nakamura (Text) | 4:08 |                                              |
| 2.   | Hachigatsu no if                                         | Ryutaro Fujinaga (Musik) Nakamura (Text)     | 4:36 | BanG-Dream!-OVA                              |
| 3.   | Christmas no Uta                                         | Daisuke Kikuta (Musik) Nakamura (Text)       | 4:36 |                                              |
| 4.   | B.O.F                                                    | DAIGO (Musik) Nakamura (Text)                | 3:38 | Abspanntitel Future Card Buddyfight X        |
| 5.   | CiRCLING                                                 | Seima Iwahashi (Musik) Nakamura (Text)       | 4:21 |                                              |
| 6.   | Double Rainbow                                           | Kikuta (Musik) Nakamura (Text)               | 4:05 |                                              |
| 7.   | Saa Ikō!                                                 | Junpei Fujita (Musik) Nakamura (Text)        | 3:49 |                                              |
| 8.   | Girls Code                                               | Fujinaga (Musik) Nakamura (Text)             | 5:05 |                                              |
| 9.   | Yes! BanG_Dream! ~Popipa Acoustic Ver.~                  | Agematsu (Musik) Nakamura (Text)             | 5:08 |                                              |
| 10.  | Natsuzora SUN! SUN! SEVEN! ~Popipa Acoustic Ver.~        | Agematsu (Musik) Nakamura (Text)             | 5:00 |                                              |
| 11.  | STAR BEAT! ~Hoshi no Kodō~ ~Popipa Acoustic Ver.~        | Agematsu (Musik) Nakamura (Text)             | 5:27 |                                              |

## Chartplatzierungen
Poppin’on! stieg in den japanischen Albumcharts auf Platz vier ein und hielt sich insgesamt elf Wochen lang in den Charts auf.